# 680'erne
Århundreder: 6. århundrede – 7. århundrede – 8. århundrede
Årtier: 630'erne 640'erne 650'erne 660'erne 670'erne – 680'erne – 690'erne 700'erne 710'erne 720'erne 730'erne
År: 680 681 682 683 684 685 686 687 688 689
Se også 680 (tal), 681 (tal), 682 (tal), 683 (tal), 684 (tal), 685 (tal), 686 (tal), 687 (tal), 688 (tal) og 689 (tal)

## 680

### Begivenheder
- 6. økumeniske koncil i Konstantinopel (Konstantinopel III) indledes.

### Dødsfald
- 9. oktober – Shia-muslimernes religiøse leder, Imam Hussein Ibn Ali og al Abbas ibn Ali samt 71 andre lider martyrdøden. Han er søn af imam Ali ibn Abi Talib, som er fætter til profeten Muhammed.

## 681

### Begivenheder
- 6. økumeniske koncil i Konstantinopel (Konstantinopel III) afsluttes. Det vedtages, at Jesus Kristus havde to viljer, en guddommelig og en menneskelig.

## 685

### Begivenheder
- Slaget ved Karbala

### Dødsfald
- Pave Benedikt II dør, Johannes V bliver ny pave.